# كلية الدراسات العليا للتربية في جامعة ستانفورد
كلية الدراسات العليا للتربية في جامعة ستانفورد (GSE أو Stanford GSE) هي واحدة من أفضل كليات التربية في الولايات المتحدة. تقدم برامج ماجستير ودكتوراه في أكثر من 25 تخصصًا، بالإضافة إلى شهادات مشتركة مع برامج أخرى في جامعة ستانفورد، بما في ذلك إدارة الأعمال والقانون والسياسات العامة. عميد كلية الدراسات العليا للتربية في جامعة ستانفورد (منذ عام 2015) هو دانيال ل. شوارتز.